# Schubrowytschi
Schubrowytschi (ukrainisch Жубровичі; russisch Жубровичи Schubrowitschi) ist ein Dorf im Nordwesten der ukrainischen Oblast Schytomyr mit etwa 2300 Einwohnern (2016).

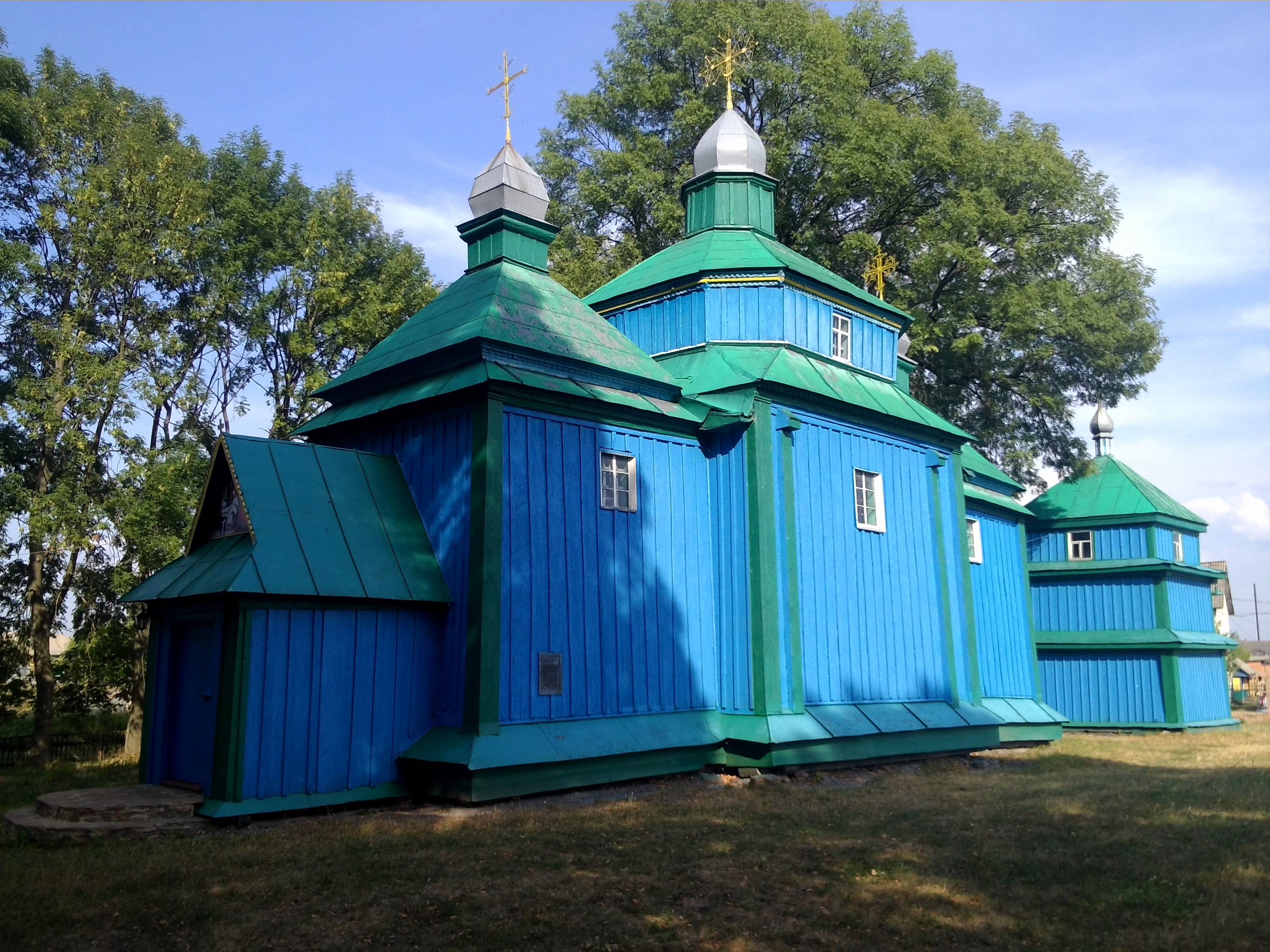
Holzkirche der Geburt der Jungfrau Maria

Das 1545 gegründete Dorf hat eine Fläche von 5,74 km² und zählt administrativ zur Stadtgemeinde von Olewsk.
Die Ortschaft liegt auf einer Höhe von 202 m, 26 km südöstlich vom Gemeindezentrum Olewsk und 125 km nordwestlich vom Oblastzentrum Schytomyr.
Nördlich vom Dorf verläuft die Fernstraße M 07/ E 373.
Am 11. August 2016 wurde das Dorf ein Teil der neugegründeten Stadtgemeinde Olewsk, bis dahin bildete es die gleichnamige Landratsgemeinde Schubrowytschi (Жубровицька сільська рада/Schubrowyzka silska rada) im Südosten des Rajons Olewsk.
Am 17. Juli 2020 kam es im Zuge einer großen Rajonsreform zum Anschluss des Rajonsgebietes an den Rajon Korosten.